# Batina vára
Batina vára egy középkori várhely Horvátországban, Krapina-Zagorje megyében, a Zlatarhoz tartozó Donja Batina területén.

## Fekvése
A vár a Donja Batina fölött emelkedő Gradišće nevű magaslaton állt.

## Története
A korabeli dokumentumokban a Gradišće helynevet 1262-ben említik („Mons Graduch” alakban) először IV. Béla király oklevelében a batinai birtok határainak leírása során, melyben a király a birtokot Iván fia Ivánnak, a Batinai család ősének adományozza. A birtok 1430-ig volt utódai kezében, amikor Batinai Erzsébet feleségül ment Kuhinger Istvánhoz. Úgy tűnik, hogy az újdonsült férj vállalkozó kedvű nemesember volt, mert már 1430-ban megszerezte a királytól a vásártartás jogát Batinában. Ez a kiváltság kedvezően befolyásolta magának a településnek fejlődését is, mivel már 1447-ben vásártérrel (forum) rendelkező mezővárosként (oppidum) említették. Erzsébet lányának Andreas Lendakarral kötött házasságával 1458-ban Batina ismét gazdát cserélt. A családnak feltehetően pénzügyi nehézségei akadtak, mivel 1500-ban birtokuk egynegyedét eladták Martin de Predryknek, így új nemesi birtokot hozva létre, Gornja Batina (Felső-Batina) néven. A régi birtok többi része 1568-ig maradt a Lendakar család kezében, amikor már a Kasztellánffy családot említik Batina új társtulajdonosaként. 1596 előtt Batina Safranics László és György, Hersics János és Koscsevics Miklós tulajdonában volt, akit 1598-ban név szerint említenek a batinai kastély uraként. Hogy erődített épület volt-e, az továbbra is kérdés, de az biztos, hogy később a Buzsanics, a Bogáthy, a Pisačić - Hanžeković család és végül Stjepan Jelačić Bužimski volt a birtokosa, aki 1887-ben lebontotta és megépítette a mai kúriát. Bár az 1262-ből származó dokumentum nem említi közvetlenül Batina várát, létezésére a domb nevéből következtetnek, amely kétségtelenül az erőd értelmű „grad” főnévből származik. 

## A vár mai állapota
Csak sejteni lehet, hogyan nézett ki egykor a batinai vár, de az biztos, hogy a Donja Batinában, a Veliko Selo településrész fölé harminc méterrel magasodó Gradišće nevű meredek domb tetején helyezkedett el. A domb tetején található kis fennsík szabálytalan négyszög alakú, de elég nagy ahhoz, hogy egy kisebb erőd elférjen rajta, és onnan kilátás nyíljon a Batina-patak teljes völgyére, megközelítőleg az északi Belactól a déli Krapina folyóig. Mivel ezen a helyen nincsenek falazott épületre utaló nyomok, feltételezhetjük azt is, hogy védőfalai földből és fából épülhettek fel, vagyis a védőárkok kiásásával nyert földből épített védtöltés tetején emelt palánkként. Egy ilyen viszonylag gyenge, de még mindig szorosan zárt védelmi egységen belül fa lakó- és kereskedelmi épületek is lehettek. A vár még ilyen kicsi védelmi potenciál mellett is a központja lehetett annak a birtoknak, amely a 15. században a várral átellenben fekvő Batina városának kialakulásához vezetett. Létének emlékét Purga településrész nevében őrzik, mely a Szent Jakab plébániatemplom közvetlen közelében található.  A város további fejlődését az oszmán inváziók megakadályozták.